# バトントワリング
バトントワリング（バトントワーリングとも、英: Baton Twirling）とは、両端にゴム製の錘をつけた金属の棒「バトン」を、回したり空中に投げたりする演技を行うパフォーマンスないし、それを体系化したスポーツである。
バトントワリングの演技者をバトントワラー（英: Baton Twirler）と呼ぶ。軍楽隊の男性の指揮者（ドラムメジャー）が指揮杖を振り回したのが原型とされ、同様のパフォーマンスを行う女性の指揮者（ドラムメジャレット）も見られるようになった。やがてバトン演技を行う複数人による編成（メジャレッツ）となりパレードなどでマーチングバンドと共に行動するようになった。

## 歴史

### 欧米
バトントワリングはアメリカ合衆国の軍楽隊によって一般的になったものだが、このようなパフォーマンスはヨーロッパのフラグ・スウィンギングやサーベル・トワーリングなどの影響を受けたものである。アメリカに移り住んだオランダ人によってこのようなパフォーマンスが伝えられた。
一般的には第一次世界大戦後の1918年にアメリカで軍楽隊がパレードの行進の際に指揮杖によるパフォーマンスを行ったのが最初とされている。

### 日本
日本へは1959年に曲直瀬正雄によって紹介され1960年代に高山アイコ等の演技者によって学校を中心に広がった。
バトントワリングは2019年の時点（2020年の東京大会まで）で、五輪種目になっていない。
1967年と1978年にテレビドラマ『コメットさん』、2001年にテレビアニメ『Cosmic Baton Girl コメットさん☆』が放映され、アニメ版についてはタカラが玩具のバトンを売り出した。
バトントワリングの世界大会で連続して優勝した高橋典子は世界的に有名なパフォーマンス集団であるシルク・ドゥ・ソレイユに出演している。高橋は『Kà』（2004年から2014年予定）で、ソロの演技を披露する重要な役を担っている。
さらに次の世代では、渡辺翔史や駒田圭佑が舞台やメディア、CM、アーティストのゲストパフォーマンスなどプロバトントワラーとして活躍。二人はULTRAtwirlersとしてコンビでワークショップ活動なども開催し、注目されている存在である。

## 道具と技術

### バトン
バトンの中央の棒をシャフト、両端のおもりの大きい方をボール、小さい方をティップと呼ぶ。ボールとティップの大きさが異なるため、重心はシャフトの中心から少し外側にある。
チアリーディング&チアダンス、バレエ、新体操、バトンを組み合わせた競技である。
日本では、特に学校の部活動において、バトントワラーがチアリーディングおよびチアダンスと兼任する事例も少なからずある。

### 技法
大別して次の3種類に分かれる。
- エーリアル - バトンを空中に投げる動作。
- ロール - バトンを手で持たずに身体で転がす動作。
- コンタクトマテリアル - バトンを手や指で回転させる動作。

コンタクトマテリアルはコンタクトと略される場合がある。これらのバリエーション、組み合わせで技法は数千種に細分される。
また、バトントワリングでは、側転や、転回などの技も求められる。イリュージョンなどもその一つである。
日本でのバトンの技の名称はほとんどが外来語である。
200種類以上ある技は、元日本代表選手の簾田武志が運営するYouTube「さくらバトンクラブチャンネル」で公開中。

## 衣装、化粧

### バトン競技コスチューム
女子の競技種目の場合、衣装はレオタードが主である。イベントなどではドレスやチアリーダー風のユニフォーム等も身につけたりする場合もある。レオタードにはスカート付きなどがあるが、種目によって様々である。その他、自己で衣装を用意する場合もある。華やかな衣装を身につける。競技の種類によって、衣装が決められる事もある。
競技そのもの以外に競技者の表情等も採点の対象となるため、化粧はアイシャドー、口紅を濃く塗る等、競技者の表情が映える濃い化粧をする場合が多い。

### 学校部活動・応援ユニフォーム
主に学校の部活動に関連したステージパフォーマンスや応援の場合は、ノースリーブのトップスとスコート（プリーツミニスカート）のユニフォームを着用する。履物は白いスニーカー。
コスチュームは時代とともに進化し、ほとんどチアリーディング部のユニフォームのように見えるようになった。その違いはスコートのデザインとトップスのカットで、バトン衣装の方がゆったりしている。
実際、近年は高校のバトン部の大半がチアユニフォームを完全に採用している。
高校スポーツ大会でのチアリーダーのユニフォームが、野球のユニフォームを元にした半袖ショートパンツタイプのものに変わりつつあるため、本来のスコート型のチア衣装は、応援部というよりバトン部の特徴として目にする学校が多くなってきている。

### バトン行進コスチューム
また、パレード等で行なわれるバトントワリングの場合には、競技バトン（バトンシューズやバレーシューズなど）に比べ転倒の危険が低いため、白いロングブーツを着用することが多い。雨天や雪、屋内（体育館や舞台の床の保護）では、白ブーツに代えて白い女性用の長靴を着用する場合がある。
現代日本では軽量でラバー底が改良された運動靴などの出現により、体育館でのバトントワラーの長靴履きは稀だが、アメリカでは地元大学のスポーツチーム（籠球などの室内球技）のロゴや紋章の入ったバトントワラー向けのゴム長靴が、屋内応援で履かれている。またアトラクション遊園地の雨天パレードでも白い長靴が使用される施設も見られる。
応援でなく行進、特にマーチング先導の演技者では、シャコー帽に似た飾りつき帽子を被るバトントワラーも存在する。

## 競技団体と競技会

### WBTF
1977年、世界におけるバトントワリングの競技人口の急激な増加により、世界バトントワリング連合 (World Baton Twirling Federation, WBTF) が設立された。そして1980年、WBTF主催の「第1回世界バトントワリング選手権大会」がアメリカのシアトルで開催された。2015年10月の時点でWBTFに加盟しているのは、アイルランド、アメリカ合衆国、イギリス、イタリア、インド、オーストラリア、オランダ、カザフスタン、カナダ、クロアチア、スイス、スウェーデン、スコットランド、スペイン、スロベニア、ドイツ、日本、ノルウェー、ハンガリー、フィリピン、プエルトリコ、ブラジル、フランス、ベルギー、南アフリカ、ロシアの計26の国と地域である。

### 日本
日本では年に1 - 4回バトントワリングコンテスト、年に1回選手権大会が行われる。コンテストは各部門で課題曲が決まっており、演技時間は1分30秒。
バトントワリングコンテストの種目は、
- ソロトワール（基本・入門・初級・中級・上級・選手権）
  - 課題曲：ソロスペシャル
- ソロストラット（基本・入門・初級・中級・上級・選手権）
  - 課題曲：栄光へのマーチ
- ペア（基本・入門・初級・中級・上級・選手権）
  - 課題曲：トゥーバトン・ペアスペシャル
- ダンストワール（基本・入門・初級・中級･上級・選手権）
  - 課題曲：ザ・サニーフライト
- 2バトン（基本・入門・初級・中級･上級・選手権）
  - 課題曲：トゥーバトン・ペアスペシャル
- 3バトン（基本・入門・初級・中級･上級・選手権）
  - 課題曲：トゥーバトン・ペアスペシャル

である。
団体の大きな大会としてあげられる「一般社団法人日本バトン協会」が主催する大会は、課題曲は自由。演技時間は3 - 4分間。小学生の部、中学生の部、高等学校の部（バトン編成、ポンポン編成）、一般の部（バトン編成・ポンポンヘップアーツの部）、フリースタイルチーム、アーティスティックグループに分かれており、夏に全国各地の都道府県大会、秋に地方大会を経て勝ち残った団体が、冬に全国大会に出場できる。その他にフリースタイルやコンパルソリー、技能検定もあり、大会の数は多い。
その他にフリースタイルやフリースタイルペア、コンパルソリー、ショートプログラム、技能検定もある。